# Parti de l'unité (Royaume de Hongrie)
Le Parti de l'unité (en hongrois : Egységes Párt) a été le parti politique hongrois au pouvoir dans le Royaume de Hongrie de 1922 à 1944.

## Histoire
Fondé au début de l'année 1922 et, la même année, il a remporté une victoire écrasante aux élections législatives. Au départ, le parti était conservateur et agraire, mais au début des années 1930, sa faction fasciste est devenue la plus importante et, peu de temps après, à rapidement créé une milice. Le principal dirigeant de la faction fasciste est Gyula Gömbös, qui occupe le poste de premier ministre de 1932 à 1936. Lorsqu'il arrive au pouvoir, le parti est rebaptisé Parti de l'unité nationale (en hongrois : Nemzeti Egység Pártja).
Gömbös déclare l'intention du parti de parvenir à un "contrôle total de la vie sociale de la nation". Lors des élections hongroises de 1935, Gömbös promeut la création d'une "nation hongroise unitaire sans distinction de classe". Le parti remporte une énorme majorité des sièges du parlement hongrois lors des élections hongroises de mai 1939. Il remporte 72 % des sièges du parlement et 49 % du vote populaire, ce qui constitue une percée majeure pour l'extrême droite en Hongrie. Le parti fait de la propagande nationaliste et certains de ses membres sympathisent avec le parti nazi des Croix fléchées. En 1939, le parti est rebaptisé Parti de la vie hongroise (en hongrois : Magyar Élet Pártja).
Le parti était également appelé "le parti gouvernemental" car il était le parti au pouvoir du Royaume de Hongrie pendant l'ère Horthy. Une faction des membres les plus pro-nazis, dirigée par l'ancien chef du parti, Béla Imrédy, s'est séparée du parti en octobre 1940 pour former le Parti du renouveau hongrois (en hongrois : Magyar Megújulás Pártja), qui cherchait explicitement à "résoudre" le "problème juif".

## Résultats électoraux

### Assemblée nationale
| Election | Votes     | Votes | Votes | Sièges    | Sièges | Rang | Gouvernement               | Chef de file   |
| Election | Voix      | %     | ±pp   | #         | +/−    | Rang | Gouvernement               | Chef de file   |
| -------- | --------- | ----- | ----- | --------- | ------ | ---- | -------------------------- | -------------- |
| 1922     | 623,201   | 38.2% | 38.2  | 140 / 245 | 140    | 1er  | Parti de l'unité           | István Bethlen |
| 1926     | 482,086   | 42.2% | 4.0   | 161 / 245 | 21     | 1er  | Parti de l'unité           | István Bethlen |
| 1931     | 603,576   | 40.0% | 2.2   | 149 / 245 | 12     | 1er  | Parti de l'unité           | István Bethlen |
| 1935     | 879,474   | 44.6% | 4.6   | 164 / 245 | 15     | 1er  | Parti de l'unité nationale | Gyula Gömbös   |
| 1939     | 1,824,573 | 49.5% | 4.9   | 181 / 260 | 17     | 1er  | Parti de la vie hongroise  | Pál Teleki     |